# Denebola
Denebola (Beta Leonis, β Leo, β Leonis) é a terceira estrela mais brilhante da constelação de Leo. É uma estrela de classe A da sequência principal com 75% mais massa que o Sol e doze vezes a luminosidade solar. Com base em medições de paralaxe feitas pelo satélite Hipparcos, está localizada a aproximadamente 35,9 anos-luz (11 parsecs) da Terra. Tem uma magnitude aparente de 2,113, sendo facilmente visível a olho nu. Denebola é uma estrela variável do tipo Delta Scuti, o que significa que sua luminosidade varia levemente em um período de algumas horas.

## Etimologia
O nome Denebola é a versão encurtada de Deneb Alased, da frase árabe  ذنب الاسد ðanab al-asad "cauda do leão", uma vez que representa a cauda do leão na constelação.

## Propriedades
Denebola é uma estrela relativamente jovem com uma idade estimada em menos de 400 milhões de anos. Observações interferométricas dão um raio de aproximadamente 173% o do Sol. A alta taxa de rotação deixa a estrela achatada, com um raio equatorial maior que o polar. Tem uma massa 1,75 vezes maior que a do Sol, o que resulta em uma luminosidade muito maior e um tempo de vida menor na sequência principal.
O espectro desta estrela corresponde a uma classificação estelar de A3 V, com a classe de luminosidade 'V' indicando que é uma estrela da sequência principal que está gerando energia através da fusão nuclear de hidrogênio em seu núcleo. A temperatura efetiva da atmosfera externa de Denebola é 8 500 K, o que dá a ela a coloração branca típica de estrelas de classe A. Denebola tem uma alta velocidade de rotação projetada de 128 km/s, o que é apenas o limite mínimo da verdadeira velocidade de rotação. O Sol por comparação tem uma velocidade de rotação de 2 km/s. Esta estrela é uma variável Delta Scuti que exibe variações de 0,025 na magnitude cerca de dez vezes por dia.
Denebola apresenta uma forte emissão infravermelha, que é causada por um disco de detritos circunstelar. Como o Sistema Solar se formou num disco como esse, Denebola e outras estrelas similares como Vega e Beta Pictoris podem ser bons candidatos a abrigar exoplanetas. O disco tem uma temperatura de cerca de 120 K (−153 °C). Observações com o Observatório Espacial Herschel forneceram imagens que mostram que o disco está localizado a uma distância de 39 UA da estrela, ou 39 vezes a distância entre a Terra e o Sol.
Estudos cinemáticos mostraram que Denebola é parte de uma associação estelar chamada de o superaglomerado de IC 2391. Todas as estrelas desse grupo compartilham um movimento comum pelo espaço, embora não estejam ligadas gravitacionalmente. Isso sugere que elas tenham nascido no mesmo lugar, e talvez inicialmente compunham um aglomerado aberto. Outras estrelas nessa associação incluem Alpha Pictoris, Beta Canis Minoris e o aglomerado estelar IC 2391. No total mais que 60 possíveis membros foram identificados.